# Carlos Rozas Larraín
Carlos Rozas Larraín (Santiago, 14 de agosto de 1901 - 24 de agosto de 1970). Ingeniero, novelista y político conservador chileno. Hijo de Manuel Rozas Ariztía y Rebeca Larraín Prieto. Contrajo matrimonio en 1924, con María Reyes García-Huidobro.

## Actividades Profesionales
Estudió en el Colegio San Ignacio y en la Facultad de Ingeniería de la Pontificia Universidad Católica de Chile. En su tiempo universitario también cultivó las artes, destacando como cuentista, novelista y poeta. Se dedicó a diversas empresas comerciales y agrícolas. Formó parte de la comunidad formada por su padre que explotó los fundos “El Tránsito” en Longaví, “El Carmen” en Linares, “Retiro” y “Santa Delfina” en Retiro. Fue miembro de la Sociedad Nacional de Agricultura.

## Actividades Políticas
Militante del Partido Conservador, por el cual fue elegido Diputado por la 14.ª agrupación departamental, correspondiente a las comunas de Linares, Loncomilla y Parral (1937-1941), participando de la comisión permanente de Constitución, Legislación y Justicia.
Reelegido dos períodos consecutivos más como Diputado por la misma agrupación de comunas (1941-1945 y 1945-1949), integrando en esta oportunidad la comisión de Relaciones Exteriores y la de Economía y Comercio.
Se alejó de su colectividad en 1948, acercándose más a los círculos de izquierda. Fue socio del Club de La Unión.

## Actividades Literarias
Reveló tardíamente su faceta de escritor. Destacó en sus novelas y cuentos, en las que retrata el campo chileno de fines del siglo XIX y principios del XX. Se considera miembro de la tendencia "Neocriollista", con ciertos rasgos autobiográficos y humorísticos.
Su primer libro “Isla Negra” (1959), al que siguieron las novelas “Campo viejo” (1960), “El nómade” (1965) y “El último de los Alándegui” (1967); publicó un libro de cuentos “Barco negro” (1963) y un único libro de poesía, “Juan sin nombre” (1966).
Fue director de la Sociedad de Escritores de Chile y consiguió el Premio Municipal de Cuentos y el Premio de la Academia Chilena de la Lengua (1965).